# 小行星2203
小行星2203（2203 van Rhijn）是一颗围绕太阳公转的小行星。1935年9月28日，亨德里克·范根特在约翰内斯堡发现了此天体。
該小行星以荷蘭天文學家彼得·約翰內斯·范賴恩命名。
这颗小行星的绝对星等为329.48277等。